# University of Wolverhampton
Die Universität von Wolverhampton ist eine britische Universität. Sie geht auf das 1931 gegründete „Wolverhampton and Staffordshire Technical College“ zurück.

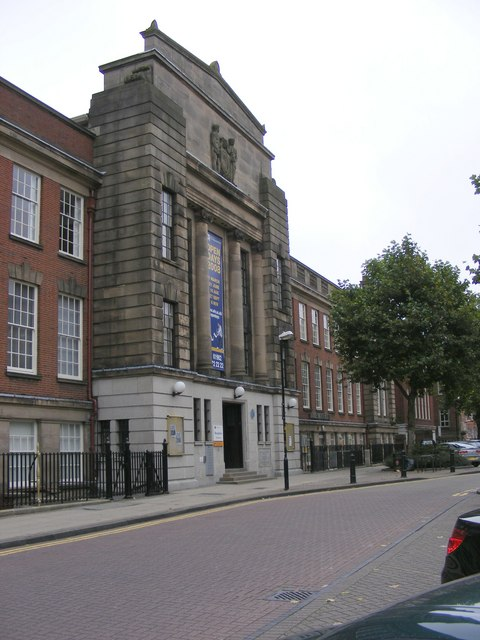
Gebäude des Wolverhampton and Staffordshire Technical College, das in der University of Wolverhampton aufging

Die Universität in ihrer heutigen Form entstand 1969 nach einem Zusammenschluss mit der örtlichen Kunsthochschule. Es gibt vier Universitätsbereiche: City in der Innenstadt von Wolverhampton, Compton, Walsall, Telford und zehn Schulen. Wolverhampton ist etwa 23 km von Birmingham entfernt.
Die Ausbildung im Bereich der Gesundheitsfachberufe erfolgt in Kooperation mit dem New Cross Hospital.

## Studierende
2019/2020 lernten 18.875 Studierende an der Universität, davon 11.760 Frauen und 7.100 Männer. 15.205 strebten ihren ersten Abschluss an, sie waren undergraduates. 2008 waren es rund 23.000 Studenten gewesen, davon 30,4 % Asiaten oder Schwarze und 15 % Ausländer. Viele Studierende stammen aus der unmittelbaren Umgebung der Universität. 2021 gab die Universität an, Studierende aus 130 Ländern zu unterrichten.
Ranking
Die University of Wolverhampton rankt gemäß Complete University Guide im Fach Computer Science an Position 112 von insgesamt 114 Universitäten.

## Persönlichkeiten
Seit 1998 repräsentiert der Unternehmer Swraj Paul, Baron Paul als Kanzler die Universität.
Die Bildhauerin Cornelia Parker hat in Wolverhampton studiert; sie erhielt im Jahr 2000 eine Ehrendoktorwürde der Universität. Der englische Autor Magnus Mills erhielt einen Abschluss in Wirtschaft.